# Дело Собчака
«Дело Собчака» — российский документальный фильм режиссёра Веры Кричевской об Анатолии Собчаке (1937—2000), снятый по сценарию Ксении Собчак и режиссёра фильма.
Фильм был представлен на Каннском кинофестивале в мае 2018 года и стал заключительным в программе фестиваля «Кинотавр». Премьера фильма в России состоялась 12 июня 2018 года.

## Сюжет
В фильме рассказывается о жизни первого мэра Санкт-Петербурга Анатолия Собчака, рассказанная его семьей, друзьями и его врагами. Спустя 18 лет после смерти своего отца Ксения Собчак пытается разобраться в его политической судьбе.

## Создание
Работа над фильмом началась в конце мая 2017 года. Ключевой в создании фильма стала часовая беседа Ксении Собчак с президентом России Владимиром Путиным, специально для этого в Кремле была построена «чёрная комната».
В фильме приняли участие первый заместитель председателя Военно-промышленной комиссии Российской Федерации Дмитрий Медведев, директор Федеральной службы войск национальной гвардии Российской Федерации — главнокомандующий войсками национальной гвардии Российской Федерации Виктор Золотов, Председатель Счётной палаты Российской Федерации Алексей Кудрин (2018—2022), специальный представитель президента Российской Федерации по связям с международными организациями для достижения целей устойчивого развития Анатолий Чубайс (2020—2022)  Александр Коржаков, Татьяна Юмашева, Людмила Нарусова, Юрий Яковлев, Игорь Рыдник, Сергей Станкевич, Светлана Сорокина и другие.

## Критика
Публицист Александр Невзоров отметил, что фильм не делает попытки ответить на главный, по его мнению, вопрос: «был ли Собчак политической фигурой или же он был криминальной фигурой?» Невзоров указывает, что в фильме не раскрывается роль таких криминальных авторитетов и предпринимателей как Владимир Кумарин, Костя Могила, Руслан Коляк, Роман Цепов, которые в значительной степени определяли политику и хозяйственную деятельность в Санкт-Петербурге во времена Собчака, без чего образ главного героя фильма становится «стерилизованным», не подвергаясь настоящему анализу.
Писатель Дмитрий Быков раскритиковал фильм, сочтя его посыл чересчур фаталистичным:

<…> из этого фильма следуют пять непреложных выводов, вряд ли приходившие в голову его создателям.
1. Представителям гуманитарной интеллигенции никогда и ни при каких обстоятельствах не следует ходить во власть, даже если побеждают их идеи или идеи, близкие им. Никакого смысла в этом не будет, а козлами отпущения за неуспехи реформ назначат именно их.
2. Человеку, который хорошо говорит, не следует становиться публичным политиком, ибо его объявят болтуном вне зависимости от реального соотношения слова и дела в его практике.
3. Человеку, который лично обязан лидеру страны, не следует вступать с ним в политическую борьбу — даже для потенциального блага этого лидера. <…>— Новая газета

По мнению кинокритика Антона Долина, «нет ни малейшего сомнения: этот фильм будут интерпретировать как апологию Путина, слишком уж добродушного и положительного персонажа в созданном здесь контексте».
Олег Кашин делает вывод из фильма, зачем Собчак нужно было участие в президентских выборах. По его словам, она «навёрстывает то о своем отце, что пропустила в детстве и юности»:

Понятно, зачем ей было нужно вот то странное и скандальное, что закончилось 1,68 процентами на выборах и ссорой со всеми идейными оппозиционерами — вся её мотивация исчерпывающе изложена в этих двух часах кино, потому что любой человек, если он узнает, что его покойный отец был таким (ярким, харизматичным, честным и т. п.) политиком, то самым естественным желанием будет тоже немедленно сделаться политиком и доказать, что ты достоин родства.— Фильм «Дело Собчака» объясняет, зачем Ксения согласилась участвовать в шоу «Выборы президента»